# Huevitos congelados
Huevitos congelados es una película de animación mexicana de comedia de aventuras de 2022 escrita, dirigida y coproducida por Gabriel y Rodolfo Riva Palacio Alatriste. Es la quinta y última entrega de la saga de Huevos, así como la secuela de Un rescate de huevitos (2021) y el tercer filme de la serie enteramente realizado en animación CGI.
El elenco de voces de las cintas pasadas, conformado entre otros por Bruno Bichir, Maite Perroni, Carlos Espejel y Angélica Vale, provee voz a sus respectivos personajes, y se añaden Miguel Rodarte, Mauricio Castillo y Arath de la Torre como antagonistas principales, y Marcelo Barceló, Héctor Lee y Vadhir Derbez como nuevos personajes.
En la película, el gallo Toto (Bichir), su familia y amigos viajarán al Polo Sur para ayudar a un oso polar (Barceló) y un trío de pingüinos a retornar a su hogar. En el camino, se enfrentarán a una banda de piratas (Rodarte, Castillo y De la Torre) que organizó un circo clandestino con tales especies.
Se estrenó exclusivamente en streaming como original de la plataforma ViX el 14 de diciembre de 2022.

## Sinopsis
Toto y su familia tendrán que viajar a donde nunca gallos y gallinas habían ido: al Polo Sur; para ayudar a un oso polar y a unos simpáticos pingüinos a regresar a su hogar. Para lograrlo tendrán que enfrentar una serie de obstáculos.

## Elenco de voces
- Bruno Bichir como Toto, un gallo humilde, cariñoso, valiente y de mal genio que es el marido de Di y el padre de Max y Uly.[2]
- Maite Perroni como Di, una gallina cariñosa, alentadora y valiente que es esposa de Toto y madre de Max y Uly.[2]
- Carlos Espejel como Willy, un huevo de gallina mentalmente estable que es el mejor amigo de Toto y el novio de Bibi.[2]
- Miguel Rodarte como Barba Roja, el líder de los piratas de Barba que organizó un circo después de secuestrar a Polito y los pingüinos. Es feroz y da órdenes.[2][3]
- Arath de la Torre como Barba Jan, un miembro gordito y cobarde de los piratas de Barba con una pierna. Es un despistado.[2][3]
- Mauricio Castillo como Barba Negra, un pirata que lleva un parche en el ojo y encargado del manejo del armamento.[2][3]
- Dione Riva Palacio Santacruz como Uly, una chica juguetona que es hija de Toto y Di y hermana gemela de Max.
- Oliver Díaz Barba como Max, un pollito juguetón que es hijo de Toto y Di y hermano gemelo de Uly.
- Marcelo Barceló como Polito, un cachorro de oso polar que fue arrebatado a sus padres en el Polo Sur, y a quien Toto le hizo la promesa de reunirlo.
- Juan Frese como Papá Oso, el padre de Polito que luego revivió a Toto con su cálido pelaje.
- Mónica Santacruz como Madre Osa, la madre de Polito que se preocupa por su hijo.
- María Alicia Delgado como Abuelita, anciana y propietaria de "Granjas el Pollon".
- Claudio Herrera como Cartero, el cartero del rancho.
- Humberto Vélez como el inspector, un hombre bajo que constantemente amenazaba con revocar la licencia del circo de los piratas de Barba.
- Héctor Lee como Brody, el capitán gaviota.
- Rodolfo Riva Palacio Alatriste como:[3]
  - Antonio, un joven pingüino penacho amarillo
  - Cuache, una zarigüeya tranquila.
  - Don Fidencio, un sabueso ciego, pero digno de confianza.
- Gabriel Riva Palacio Alatriste como:[3]
  - Confi, un huevo de Cascarón bobo
  - Venancio, hermano de Antonio
  - Dodo, el dodo mascota del Inspector.
- Fernando Meza como:
  - Manolo, hermano de Antonio y Venancio.
  - Tlacua, una zarigüeya de mal genio.
- Lulú Morán como Mamá Gallina, la amorosa madre de Toto, madrastra de Di y abuela de Max y Uly, quien luego murió a causa de una enfermedad.
- Pepe Lavat como Don Poncho, un gallo boxeador retirado, el padre de Di, el suegro de Toto y el abuelo de Max y Uly.
- Angélica Vale como Bibi, un huevo acrobático originario de la feria. Se revela que es un huevo de Cascarón.[2]
- Vadhir Derbez como Pingüino Rey, un pingüino penacho amarillo que hace fiestas en el Polo Sur.[2][3]

## Producción

### Desarrollo
Tras el éxito de Un gallo con muchos huevos, los directores de Huevocartoon, Gabriel y Rodolfo Riva Alatriste, anunciaron dos películas más de la franquicia. "Después del éxito obtenido  acordamos con Videocine seguir con dos películas más [...]", dijo Rodolfo durante una entrevista.
La película fue anunciada por primera vez en 2018, junto con Un rescate de huevitos, para estrenarse después en 2022.  En un principio, la película se llamaba Un gallo congelado. Gabriel Riva sugirió que la película sería la última entrega de la saga de Huevos, señalando los cambios en el ciclo de vida de todas las películas previas a Congelados. “Ahora con [ Huevitos congelados ] está todo cerrado. Cuando hicimos la quinta[...] hasta ahí no se nos ocurre otra cosa. Entonces, [la quinta es] el cierre de ciclo, [que] es algo muy dramático", dijo Gabriel.

### Música
Zacarías M. de la Riva volvió a proporcionar la banda sonora de la película. La banda sonora fue interpretada y grabada en Budapest.

## Estreno
La película tuvo un estreno digital exclusivamente en la plataforma de streaming  ViX el 14 de diciembre de 2022 y un estreno limitado en la plataforma hermana Pantaya, a diferencia de las entregas anteriores que si fueron proyectadas en las salas cines.
Se lanzó en algunos países como A Frozen Adventure.

## Futuro
De acuerdo con el estudio creador de la saga, está en desarrollo una película derivada (spin-off) centrada en el personaje de Confi.